# Ranghinatura
La ranghinatura o andanatura è un'operazione svolta nell'ambito della fienagione che consiste nella movimentazione del foraggio sfalciato allo scopo di raccoglierlo in cumuli longitudinali detti andane. Si esegue con macchine agricole che surrogano meccanicamente l'uso manuale del rastrello.

## Finalità

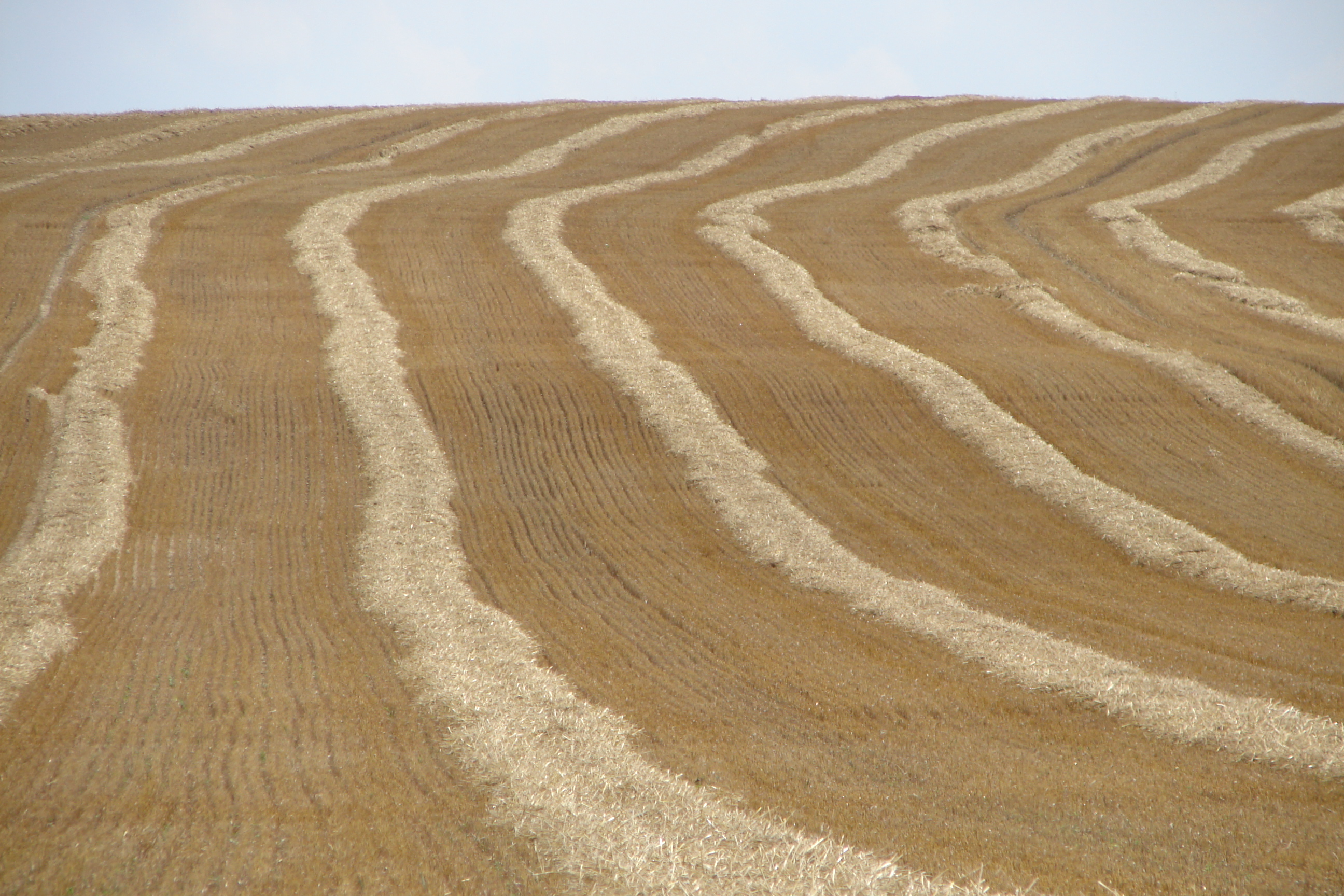
Risultato dell'andanatura meccanizzata della paglia

La raccolta del foraggio affienato in andane si prefigge due differenti scopi.
Il primo ricorre per lo più in regioni a clima temperato-freddo e consiste nella riduzione dell'esposizione alla rugiada, nelle ore notturne, del foraggio in corso di essiccazione. Nella fienagione tradizionale, l'affienamento si svolge in gran parte in campo, esponendo l'erba sfalciata all'essiccazione naturale per azione del sole e del vento. La durata dell'essiccazione in campo è subordinata alle condizioni atmosferiche e risente delle fluttuazioni giornaliere dell'umidità relativa dell'atmosfera fra il giorno e la notte. Durante il giorno, la massa sfalciata è sparsa su tutta la superficie in modo da esporla meglio all'azione del sole e del vento. Nelle ore notturne l'umidità relativa dell'aria aumenta sensibilmente e la rugiada si deposita sul foraggio provocandone il riassorbimento di umidità. Per ridurre la superficie esposta, prima del tramonto si raccoglie il fieno in andane e la mattina successiva si procede nuovamente allo spandimento. L'alternanza tra ranghinatura e spandimento, in genere, non è richiesta nelle regioni a clima temperato-caldo, nelle quali l'essiccazione naturale del fieno procede in pochi giorni senza richiedere manipolazioni che possono ridurre sensibilmente la qualità del fieno per alcune essenze foraggere, in particolare le leguminose.
Il secondo scopo ricorre in tutte le condizioni, in quanto l'aspo delle macchine raccoglitrici richiede la formazione di cumuli o di andane sia per migliorare la resa quantitativa alla raccolta, sia per aumentare la capacità di lavoro: se il foraggio è raccolto in andane, l'aspo raccoglie una maggiore quantità, a parità di superficie, e in un minor numero di passaggi. Per questo motivo, prima della raccolta si procede alla formazione delle andane.

## Macchine per la ranghinatura

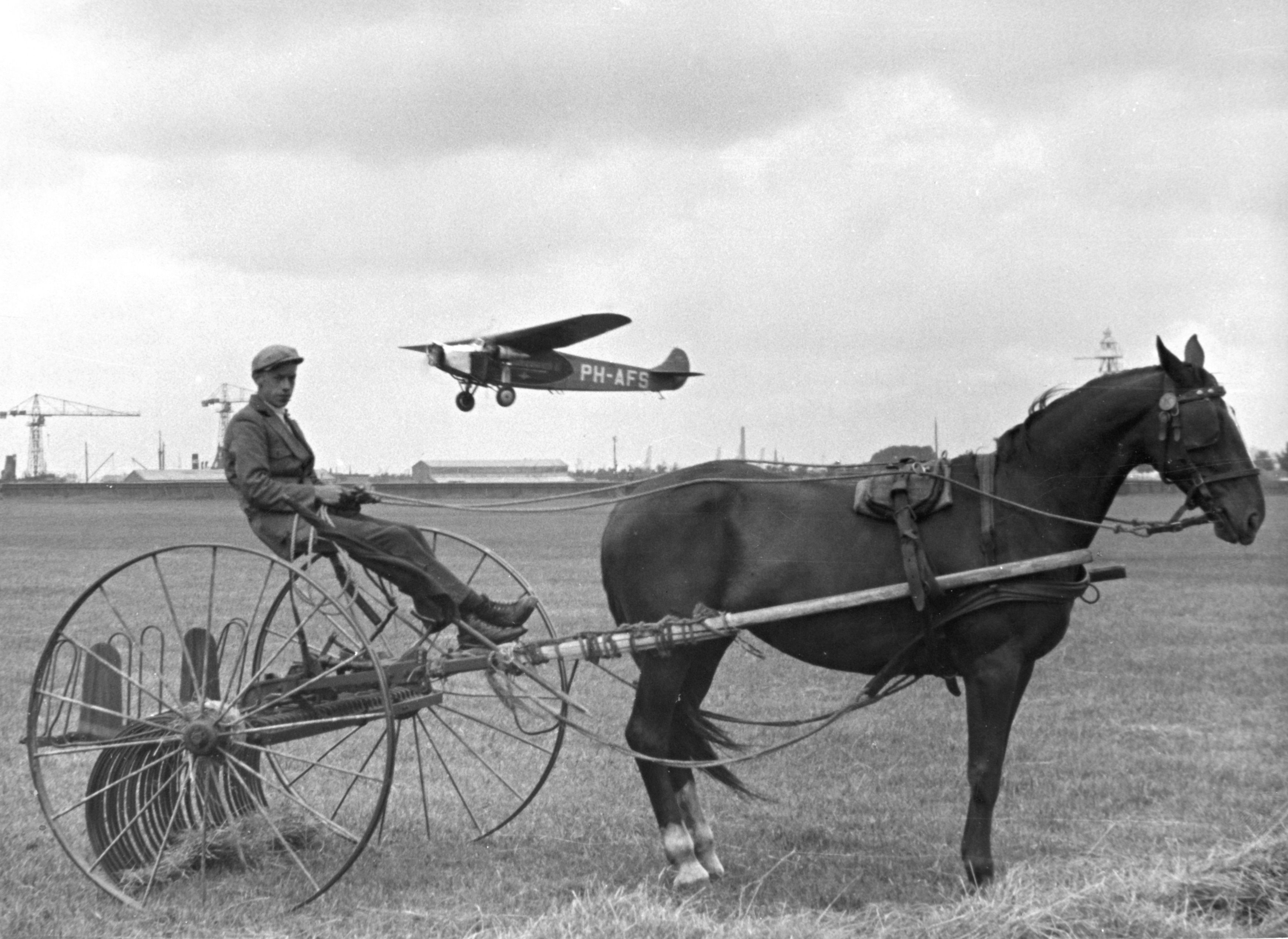
Rastrello a scarico intermittente a trazione animale.

Le macchine impiegate per la ranghinatura sono rastrelli meccanici abbinati alla trattrice con attacco generalmente portato o semiportato. Per la richiesta di modeste potenze, sono preferibili trattrici medie polivalenti a due ruote motrici. In passato si usavano macchine a trazione animale, trainate dal cavallo.
Esistono due tipi fondamentali di macchine per la ranghinatura:
- rastrelli a scarico intermittente;
- rastrelli a scarico laterale continuo o ranghinatori propriamente detti.

Il primo tipo è una macchina impiegata soprattutto in passato perché poco versatile. Il secondo è una macchina polivalente, impiegabile anche come spandifieno e migliore per quanto riguarda la qualità dell'andanatura. Per questi motivi, i ranghinatori hanno pressoché sostituito i rastrelli a scarico intermittente fin dagli inizi del XX secolo.